# Victor Cevdarie
Victor Cevdarie (n. 27 februarie 1943) este un fost deputat român în legislatura 1990-1992, ales în județul Timiș pe listele partidului Ecologist-SD. A făcut parte din adunarea constituantă care a stabilit Constituția din  21 noiembrie 1991 (MONITORUL OFICIAL nr. 233 din 21 noiembrie 1991). 
Victor Cevdarie a făcut parte din grupul parlamentar de prietenie cu Statul Israel, Liban și Franța. 